# Hypsiophthalmus charops
Hypsiophthalmus charops is een keversoort uit de familie kniptorren (Elateridae). De wetenschappelijke naam van de soort is voor het eerst geldig gepubliceerd in 1979 door Costa.